# Мукантабана, Роза
Роза Мукантабана (род. 31 августа 1961, Nyanza District, Южная провинция) — юрист и активистка за права женщин. Она была председателем Палаты депутатов Руанды и первой женщиной, избранной на этот пост. В 2013—2015 годах она была избрана председателем Африканского парламентского союза.

## Биография
Роза Мукантабана родилась 31 августа 1961 года в округе Ньянза, Южная провинция, Руанда. Она окончила среднюю школу и начала работать на государственной службе в 1980 году, сначала в Руандийском страховом обществе, а затем в Министерстве коммунального обслуживания. В 1992 году она поступила в Национальный университет Руанды и окончила его юридический факультет в 1996 году. В том же году она начала работать в Ассоциации Хагурука, неправительственной организации, занимающейся правами человека, в частности правами женщин и детей. За девять лет работы в организации она сделала карьеру от должности помощника по правовым вопросам и до координатора по правовым вопросам. После работы на посту национального исполнительного секретаря Мукантабана продолжила обучение в Бельгии, где получила «специализированный диплом по правам человека» в Университете Сен-Луи в Брюсселе.
В 2002 году она занимала пост вице-президента Pro-Femmes, пацифистской зонтичной организации, которая координировала усилия 43 неправительственных организаций по развитию и правам женщин. В 2005 году она начала работать национальным координатором Инициативы по защите прав женщин, спонсируемой USAID, а в 2007 году перешла в ActionAid International Rwanda, сначала работая координатором по правам женщин, а затем менеджером по развитию программ. В 2008 году она была избрана членом парламента от избирательного округа города Кигали. 6 октября 2008 года она была избрана своими коллегами-депутатами на пост президента Палаты депутатов Руанды до 2013 года с 70 голосами за и 10 против. Её избрание сделало её первой женщиной, возглавившей парламентский орган. В 2012 году она была избрана председателем Африканского парламентского союза до 2015 года.